# Décima Avenida Suroeste
La 10.ª Avenida Suroeste es una de las principales avenidas de dirección norte-sur en la zona occidental de Managua, Nicaragua. Sirve de enlace entre la Calle 27 de Mayo y la Pista Suburbana, cruzando importantes arterias como la Calle Colón y la Pista Juan Pablo II.

## Trazado
Inicia al norte desde la intersección con la Calle 27 de Mayo en el sector del barrio San Sebastián, atravesando calles como la Colón, 10.ª Calle Suroeste, y cruzando la Pista Juan Pablo II. Finaliza en su extremo sur al incorporarse a la Pista Suburbana, cerca del Mercado Roberto Huembes.

## Intersecciones principales
- Calle 27 de Mayo
- Calle Colón
- 10.ª Calle Suroeste
- Pista Juan Pablo II
- Pista Suburbana

## Barrios que atraviesa
- San Sebastián
- Recreo Norte
- Domitila Lugo
- Altagracia

## Puntos de interés cercanos
- Mercado Roberto Huembes
- Colegio Pureza de María
- Parque Central de Altagracia

## Coordenadas
12°7′2″N 86°15′44″O / 12.11722, -86.26222